# Calloserica lachungensis
Calloserica lachungensis är en skalbaggsart som beskrevs av Ahrens 2000. Calloserica lachungensis ingår i släktet Calloserica och familjen Melolonthidae. Inga underarter finns listade.